# Arcipreste de Talavera

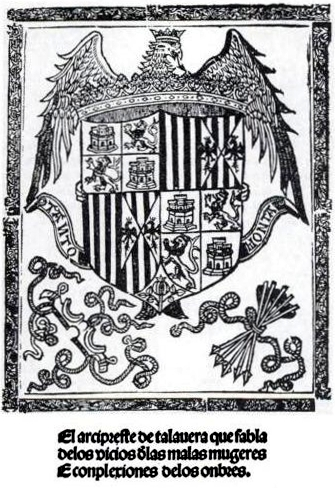
Portada de una edición del Corbacho de 1500, donde todavía se titula a este libro Arcipreste de Talavera.

Alfonso Martínez de Toledo (Toledo, 1398 - ¿1468?) más conocido como Arcipreste de Talavera, fue un escritor español del prerrenacimiento que vivió en Aragón y fue racionero de la catedral de Toledo, ciudad donde nació. No hay que confundirlo con su contemporáneo y coterráneo, también escritor, Alfonso de Toledo.

## Biografía
Descendía de noble linaje, como muestra el escudo grabado en su sepulcro en la Catedral de Toledo y la asignación, ya en 1415, de uno de los cincuenta beneficios eclesiásticos de la capilla de los Reyes Viejos de la catedral de Toledo; de este rango de racionero pasará después al muy superior de porcionario. Hacia 1420 obtuvo el título de bachiller en derecho canónico, no sabemos en qué universidad, pues su nombre era tan corriente que los personajes homónimos hacen muy difícil cualquier conjetura; probablemente en Salamanca, pero también pudo ser en Lérida, Valladolid o alguna extranjera. Por un pleito sabemos que era canónigo y arcipreste en la iglesia colegiata de Santa María en Talavera de la Reina (Toledo) desde 1427. Después viajó mucho a la Corona de Aragón, pues hacia 1427 o 1428 visitaba Valencia y Tortosa y estuvo al menos dos años en Barcelona, donde consiguió la protección del poderoso cardenal Joan de Casanova (Barcelona, 1387-Florencia, 1436); a sus instancias y por motivos personales visitó también Roma en 1431. 
A los treinta y ocho años (1436) era ya capellán del rey Juan II además de arcipreste de Talavera de la Reina, pero probablemente tenía ya una capellanía en 1431, año en que, por motivos de pleitos, tuvo que visitar la curia en Roma. Por la denuncia de un sacerdote toledano, Francisco Fernández, que escribió al papa en 1427 pidiendo que se le diese el arciprestazgo de Talavera porque Alfonso Martínez había perdido su derecho de retenerlo, sabemos que su situación eclesiástica daba lugar a rumores, ya que, según este personaje, estaba casado, algo que era posible si no estaba ordenado y por tanto no había hecho voto de celibato. El caso es que, como no perdió el arciprestazgo, su situación debió ser legal o, cuando menos, permitida según el confuso derecho matrimonial pretridentino. Quizá tuvo en ello algo que ver la poderosa protección del influyente cardenal de San Sixto, el dominico barcelonés Juan de Casanova, hombre muy amante de la cultura.
Empezó a escribir poco después. En 1438 acabó su Corbacho o Reprobación del amor mundano, también conocido como Libro del Arcipreste de Talavera o Vicios y virtudes de las mujeres y reprobación del loco amor, una de las obras maestras de la prosa española del prerrenacimiento, publicada en Sevilla en 1498. En 1443 escribió una breve historia de España, la Atalaya de las crónicas. Al año siguiente (1444) redactó la Vida de San Ildefonso, un famoso santo visigodo toledano de quien también tradujo De la virginidad de Santa María y su Tratado de la oración; en ese mismo año también acabó su Vida de San Isidoro, que completó con la traducción de algunas de sus Epístolas. Hombre culto y viajado, su sucesor en el arciprestazgo cumplía ya funciones en marzo de 1468, así que probablemente falleció en enero o febrero de ese año.

## Obra

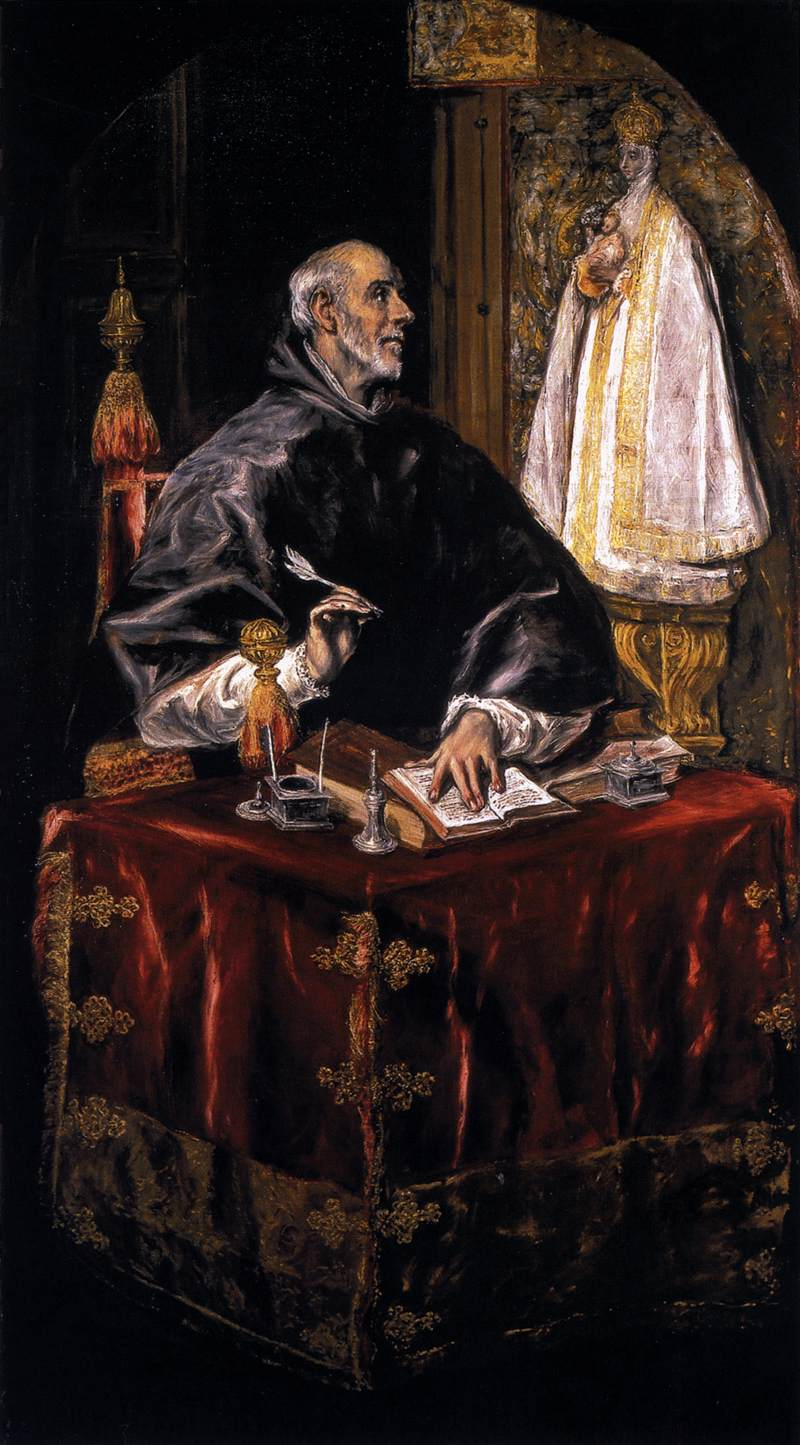
El santo visigodo Ildefonso por El Greco. El también toledano Arcipreste de Talavera lo biografió y tradujo su defensa de la Virginidad de María

Escribió dos hagiografías: una Vida de San Isidoro y una Vida de San Ildefonso, así como una compilación histórica que abarca desde los reyes godos hasta Enrique III de Castilla (Atalaya de las crónicas, 1443) y el El Corbacho o Reprobación del amor mundano (1438), cuyo título procede del Corbaccio de Giovanni Boccaccio, aunque no se inspira en él, sino más bien en los fabliaux (narraciones breves medievales francesas de tipo satírico), en el Llibre de les dones ("Libro de las dueñas") del catalán Francesc Eiximenis y en el tratado De amore de Andreas Capellanus. Se trata una invectiva contra el amor mundano y la lujuria dividida en cuatro partes que tienen por objeto explicar con detalle los perniciosos efectos del amor terrenal en el espíritu y en el cuerpo del hombre. 
La primera es un tratado contra el pecado capital de la lujuria inspirado en una obra de Juan Gerson; la segunda, sin duda la más divertida, es una "sátira contra los vicios y las virtudes de las mujeres", obra de una misoginia típicamente medieval pero sin duda la más original por su lenguaje e inspiración, de tipo realista, que toma sus descripciones del natural, y por su gran penetración psicológica; las dos últimas analizan las inclinaciones de los hombres al amor en cuanto a su cuerpo o complexión y su espíritu. Su interpretación es más bien discutible, porque en su intención de moralizar pinta el vicio con colores tan subidos que parece que recomienda lo que reprueba, como si en el subtexto de la obra estuviera bien presente el Libro de buen amor de Juan Ruiz, Arcipreste de Hita; en el Corbacho, en efecto, se mezcla la carnalidad más grotesca con la ascética espiritualidad.
Utiliza un estilo vivo e intenso, copiado del natural, que recurre con frecuencia al registro coloquial y popular y lo intensifica con notas costumbristas y humorísticas, así como con el uso constante de los dobletes, geminaciones y el ritmo bimembre, lo que ofrece al texto una gran riqueza y un carácter muy vistoso a sus descripciones; en cuanto a la parte doctrinal, el lenguaje está sin embargo latinizado por el hipérbaton, los participios de presente y los cultismos. De la misma forma, son frecuentes las similicadencias, el isocolon y la prosa rimada. Fernando de Rojas, también toledano y alcalde de Talavera, utilizó este lenguaje literario mixto, popular y vulgar, para escribir La Celestina.